# Rattus fuscipes
Rattus fuscipes is een rat die voorkomt in Australië. Daar leeft hij in natte vegetatie.
Deze soort is zeer variabel. De rug is grijs- tot roodbruin, de buik grijs of crèmekleurig. De staart is bijna naakt en roze van kleur. De voeten zijn ook roze, met korte haren. De ogen zijn groot. De kop-romplengte bedraagt 100 tot 205 mm, de staartlengte 100 tot 195 mm, de achtervoetlengte 30 tot 40 mm, de oorlengte 18 tot 25 mm en het gewicht 50 tot 225 gram. Vrouwtjes hebben 1+2+2=10 mammae. De ondersoort coracius uit Queensland heeft echter 2+2=8 mammae. Daarnaast heeft deze ondersoort donkerdere voeten en een meer roodbruine rug.
Deze soort leeft op de grond. Hij is 's nachts actief en laat zich zelden zien. Hij eet planten, zaden, schimmels en geleedpotigen. Deze rat slaapt in kleine holen. Ze leven ongeveer een jaar; in die tijd kan een vrouwtje drie nesten van vijf jongen grootbrengen.
Deze soort heeft de volgende ondersoorten:
- Rattus fuscipes assimilis (van Rockhampton in Zuidoost-Queensland tot Timboon in Victoria)
- Rattus fuscipes coracius (hooglandregenwoud tussen Townsville en Cooktown in Noordoost-Queensland)
- Rattus fuscipes fuscipes (zuidwestelijk West-Australië)
- Rattus fuscipes greyii (zuidoostelijk Zuid-Australië, zuidwestelijk Victoria, Kangaroo-eiland)